# Fyrstendømmet Albanien
|  | Denne artikel omhandler 1900-tallets fyrstendømme Albanien. Artiklen om middelalderens fyrstendømme Albanien ligger under navnet Fyrstendømmet Albanien (1368-1392) |
Fyrstendømmet Albanien var et suverænt fyrstendømme på Balkan, der eksisterede fra 1914 til 1925. Det var den første uafhængige albanske stat i moderne tid.
Fyrstendømmet Albanien blev oprettet i 1913, hvor de europæiske stormagter efter lang tids tøven og forhandling på London-konferencen (1912-13) anerkendte den albanske stat, som albanerne efter Det Osmanniske Riges nederlag i Den Første Balkankrig havde udråbt med politisk og militær støtte fra Østrig-Ungarn. I 1925 blev monarkiet afskaffet, og Republikken Albanien blev udråbt.
Fyrstendømmets hovedstad var oprindeligt byen Durrës og fra 1920 Tirana.

## Eksterne links
- Wikimedia Commons har flere filer relateret til Fyrstendømmet Albanien

| Historie | Spire Denne historieartikel er en spire som bør udbygges. Du er velkommen til at hjælpe Wikipedia ved at udvide den. |